# Ali Kaaf
Ali Kaaf (geboren 1977 in Oran, Algerien) ist ein in Berlin lebender bildender Künstler.

## Leben und Wirken
Ali Kaaf absolvierte von 1994 bis 1998 sein Studium der Bildenden Kunst am Institut des Beaux-Arts in Beirut und von 2000 bis 2005 an der Universität der Künste Berlin (UdK) bei den Marwan Kassab-Bachi und Rebecca Horn.
Der deutsch-syrische Künstler ist von der europäischen wie auch der arabischen Kultur und Kunsttradition geprägt. Er verknüpft in seiner abstrakten Kunst die persönlichen Lebenswelten zwischen Syrien, Beirut und Berlin. Seine Vorstellungswelt ist geprägt von der Mystik des Sufismus und der Philosophie des Islams. Eine der wichtigsten Regeln in der Tradition der spirituellen Versenkung lehrt das Gleichgewicht zwischen Meditation und Rückkehr. Diese Thematik gehört zum Denken des Künstlers und ist in sein künstlerisches Tun, seine Poiesis, unmittelbar eingeschrieben. Ali Kaafs Arbeit umfasst verschiedene künstlerische Disziplinen von Zeichnung, Fotografie über Glas-Skulptur, Ton und Video bis zur Rauminstallation. Er arbeitet jedoch im Wesentlichen mit den Materialien Papier und Tusche und steht damit in der Tradition einer Jahrtausende alten Manuskriptkultur des Orients und Okzidents. Seine europäischen Vorbilder hat er sowohl in der klassischen Moderne als auch der Avantgarde der 1960er-Jahre: Arbeiten beispielsweise der Reihe Die Byzantinische Ecke wären ohne das Vorbild der Scherenschnitte von Henri Matisse oder der Collagen der Dadaisten nicht denkbar, ebenso wenig wie seine radikalen Einschnitte und Ausbrennungen ohne das Raumkonzept („Concetto spaziale“) des Italieners Lucio Fontana. Ali Kaaf setzt einen brachialen Schnitt oder eine Brandspur, um seinem Bild eine neue Dimension zu geben und ein metaphysisches Moment zu kreieren. Einflüsse durch die Beschäftigung mit der deutschen Kunstbewegung ZERO sind erkennbar. In der fast völligen Reduktion auf Schwarz liegt höchste Konzentration und Klarheit. Unter Einsatz von Feuer, Schere und Messer, Tusche oder Wasser bricht der Künstler die monochromen Flächen auf, legt Leerstellen und räumliche Strukturen frei. Oftmals fügt er der Komposition durch ein zweites Blatt oder collageartige Ausschnitte weitere Ebenen hinzu. Das Prinzip des Wegnehmens und wieder Hinzufügens ist charakteristisch für seine Arbeitsweise. Die Werke zeigen eine eigene Formensprache zu Punkt und Linie, Oberfläche und Tiefe, Schwarz und Weiß, Flächen und Formen, Rhythmus, Feuer, Erosion, Licht und Schatten. Kaafs Abstraktionen sind das Ergebnis seiner intensiven Auseinandersetzung mit Schrift, Architektur und Geschichte.
Ali Kaafs Werke stehen im Dialog mit Kulturen und Disziplinen, überdies durch interdisziplinäre Kooperationen zu Gesamtkunstwerken: wie beispielsweise 2018 eine Videoinstallation zu 48 Variationen für zwei Klaviere von John McGuire (Festival ME_MMIX 2018) im Es Baluard Museum für moderne und zeitgenössische Kunst, Palma, oder 2015 Intima, einem Tanzprojekt in Zusammenarbeit mit Dawson Dance SF und Choreograf David Dawson, San Francisco, und den Komponisten Ashraf Kateb und Kinan Azmeh, oder auch die regelmäßige Zusammenarbeit seit 2011 mit dem Glasbläser James Mongrain in Seattle. Die Produkte sind fließende, zu Glas erkaltete skulpturale Formen, die Titel wie Helmet, Tattoo, und Larynx (2014) tragen und mit seinen Papierarbeiten (Rift, Kleid, Wall oder Brandspur) korrespondieren. Außerdem vermittelt Kaaf seine Arbeit über Artist Talks, Vorträge und Workshops, zum Beispiel an der Montana State University Billings (MT, USA), oder 2019 auf dem Symposium zu Jemen und Syrien: Kunst machen heute (Yemen and Syria: making art today mit Anna Wallace-Thompson, Buthayna Ali, Fadi Yazigi und Kevork Mourad) im Britischen Museum London. Das Artist-in-residence-Programm des Auswärtigen Amtes in Kooperation mit dem Landesverband Berliner Galerien, das Ali Kaaf 2020 erhielt, ist das erste Inhouse-Residenzprogramm eines deutschen Ministeriums. Es steht ausgewählten Künstlern offen, die aus dem Ausland stammen oder die sich in ihren Arbeiten stark mit dem Ausland auseinandersetzen.
Ali Kaafs Werke befinden sich weltweit in privaten und öffentlichen Sammlungen, beispielsweise in der Darat Al Funun – The Khalid Shoman Foundation in Amman, in der Sammlung Solidere Beirut, im MAXXI, dem italienischen Nationalmuseum für die Kunst des XXI. Jahrhunderts in Rom (Museo nazionale delle arti del XXI secolo), der Moontower Foundation in Bad König, dem Museum für Islamische Kunst (Berlin) sowie der Peter-Raue-Sammlung in Berlin.

## Auszeichnungen
- 2023 Artist in residence, Darat al Funun, Amman, Jordanien[6]
- 2023 KUNSTFONDS_Stipendium, Stiftung Kunstfonds, Bonn[7]
- 2020: Artist in Residence Auswärtiges Amt in Zusammenarbeit mit dem Landesverband Berliner Galerien (lvbg)[8][9][10]
- 2015: Artist in Residence, Kala Art Institute, Berkeley, USA
- 2014: Honorary AIR Awardees, Preis des Kala Art Institute, Berkeley, USA
- 2010: Young Collectors for MAXXI, Preis der Young Collectors Association, Rom[11]
- 2005–2006: Artist in Residence Programm von Solidere, Beirut, Libanon
- 2004: DAAD-Preis der Universität der Künste Berlin (UdK) für herausragende künstlerische Arbeit

## Ausstellungen (Auswahl)
Einzelausstellung
- 2023 I Know the Emptiness of this House, Darat Al Funun, Amman, Jordnien.

- 2021 I Am A Stranger. Twofold A Stranger, Pergamonmuseum, Berlin.[12]
- 2018 Dins un garbell no es pot guardar el sol, Galeria Maior, Palma, Spainien[13];  Die Byzantinische Ecke, C&K Galerie, Berlin.[14][15][16]
- 2016 Box of Pain, Kühlhaus Berlin, Berlin[17]; The Colour of Water is the Colour of its Vessel, The Bumiller Collection Berlin.[18]
- 2015 Ali Kaaf – Papier und Glas, ALLDIEKUNST – Raum für Kunst und Kultur, Velbert-Langenberg; Living with endangered Languages in the information age, Root Division, San Francisco (USA).
- 2010 Fragile Strength, Yellowstone Art Museum, Billings (MT), USA; Gubar, Gallery Rafia, Damaskus, Syrien
- 2007 Schwarz, Galerie Haus am Lützowplatz, Berlin.[19]
- 2006 Discovery Planet, Solidere, Beirut, Libanon; Khan Ashad-Bacha, in Zusammenarbeit mit dem Goethe-Institut Damaskus, Syrien.
- 2004 Aswad, Darat Al Funun – The Khalid Shoman Foundation, Amman, Jordnien[20]

Gruppenausstellung
- 2025 Maknana: An Archeology of New Media Art in the Arab World. Mit Susan Hefuna, Mona Hatoum and Walid Raad, u. a. Kuratiert von Ala Younis und Haytham Nawar, 2025, Diriyah Art Futures (DAF), Riad, Saudi Arabien.[21]
- 2025/24 Ayyam Gallery, Art Dubai, Vereinigte Arabische Emirate.
- 2024 Design Doha Biennial, M7, Qatar Museums, Doha, Qatar.[22]
- 2022 Downfalls – From Dystopia to Disruption, Kunsthalle Trier, Deutschland.[23]
- 2022 documenta fifteen, Kassel, Deutschland.[24]
- 2019 FOURFOLD – Positions from Berlin, Gruppenausstellung mit Silvina Der-Meguerditchian, Anton Roland Laub and House of Taswir Salon Galic, Split, Kroatien; 8 Künstler, 8 Unikate, 8 neue Editionen, Gruppenausst. mit Jáchym Fleig, Martina Geccelli, István Haászr, Vera Röhm u. a., youngcollectors als Gast in Raum 2810, Bonn; For Birds’ Sake, Gruppenausst. mit Amador, Norbert Bisky, A. R. Penck, Cornelia Schleime u. a., C&K Galerie, Berlin; A Journey of Belonging – Part II, CAA. Gruppenausst. mit Tammam Azzam, Rebecca Raue, Nasan Tur u. a., Bikini-Haus, Berlin.
- Caravane Culturelle Syrienne, Kunstverlag Galerie Till Breckner, Düsseldorf
- 2017 Syria: Into the Light, Atassi Foundation, Concrete-Alserkal Avenue, Dubai
- 2016 The Red Gaze, Zilberman Gallery, Berlin, Deutschland[25]
- 2016 As If, At Home, Artists in Europe, Gruppenausst. mit Mirosław Bałka, Norbert Bisky, Michaël Borremans, Irina Botea, Valérie Favre, Lia Kazakou, Marie Lund, Šejla Kamerić, Flo Kasearu, Sean Scully u. a., kuratiert von Jurriaan Benschop, Freiraum in der Box, Berlin[26]
- 2015 Ortstermin mit Leoni Wirth – Modelle und Entwürfe aus dem Atelier von Leoni Wirth und zeitgenössische Positionen zu Abstraktion und Moderne, Kunsthaus Dresden
- 2013 SyriArt, Institut du monde arabe, Paris, Frankreich
- 2012 Maribor Project – Rebecca Horn and Guests, Contemporary Art Museum, Maribor, Slowenien
- 2011 BIOISM INVOLVED, Kunstgarten Graz, Österreich
- 2009 Taswir – Islamische Bildwelten und Moderne, Martin-Gropius-Bau, Berlin
- 2008 Oh nein Oh, Gallery Naprzeciw, Poznan, Polen; RAS RAS/Der Schwarze Garten, Galerie Sakamoto Contemporary, Berlin

## Publikationen
- 2023 Der Teil und das Ganze | Doris von Drathen | Kunstforum International.
- 2022 Ali Kaaf: Ich bin ein Fremder : Zweifach Fremder. | Hatje Cantz Verlag. | Doris von Drathen, Golan Haji, Stefan Weber.
- 2013 Arab Art Histories – The Khalid Shoman Collection Book. | Sarah Rogers und Eline van der Vlist (Arabic/English). | Idea Books, Amsterdam.

- 2009 Taswir. Islamische Bilderwelten und Moderne | Almut Sh. Bruckstein Coruh und Hendrik Budde (Eds.), Nicolai Verlag.